# Marian Ciężkowski
Marian Ciężkowski (ur. 30 kwietnia 1911 w Wadowicach, zm. 8 czerwca 1986 w Lądku-Zdroju) – geolog związany z Lądkiem-Zdrojem.
Ojciec geologa i geofizyka Wojciecha Ciężkowskiego.

## Życiorys
Ukończył studia na Uniwersytecie Jagiellońskim. W czasie II wojny światowej był jeńcem oflagu II C Woldenberg w Dobiegniewie. W 1947 został członkiem Komisji Nomenklatury Sudetów Polskiego Towarzystwa Tatrzańskiego. Od 1947 mieszkał w Lądku-Zdroju pracując początkowo w administracji, potem na stanowisku głównego geologa przedsiębiorstwa uzdrowiskowego. Pełnił funkcję radnego, a w latach 1958–1965 przewodniczącego Miejskiej Rady Narodowej gminy Lądek-Zdrój.
Był autorem badań wód radonowych w okolicach Lądka i Masywu Śnieżnika. W 1966 po odkryciu Jaskini Niedźwiedziej w Kletnie organizował pierwsze eksploracyjne i badawcze wejścia do tej jaskini.

## Publikacje
- Marian Ciężkowski, Wojciech Ciężkowski, Źródła Lądka Zdroju, historia i badania, „Balneologia polska”, t. XXVII, s. 1–4, 1982/1983